# Ceratopetalum gummiferum
Espèce
Classification phylogénétique
Ceratopetalum gummiferum est une espèce d'arbuste de la famille des Cunoniaceae originaire d'Australie.
C'est un arbuste très cultivé en raison de ses fleurs qui deviennent rouge vif à rose autour de Noël. Les pétales sont en fait petits et blancs et ce sont les sépales qui grossissent jusqu'à environ 12 mm après la floraison qui commencent à sécher qui lui donnent sa couleur
Pour atteindre une couleur rouge vif, l'arbuste doit être situé dans un endroit où il reçoit beaucoup de soleil.

## Galerie

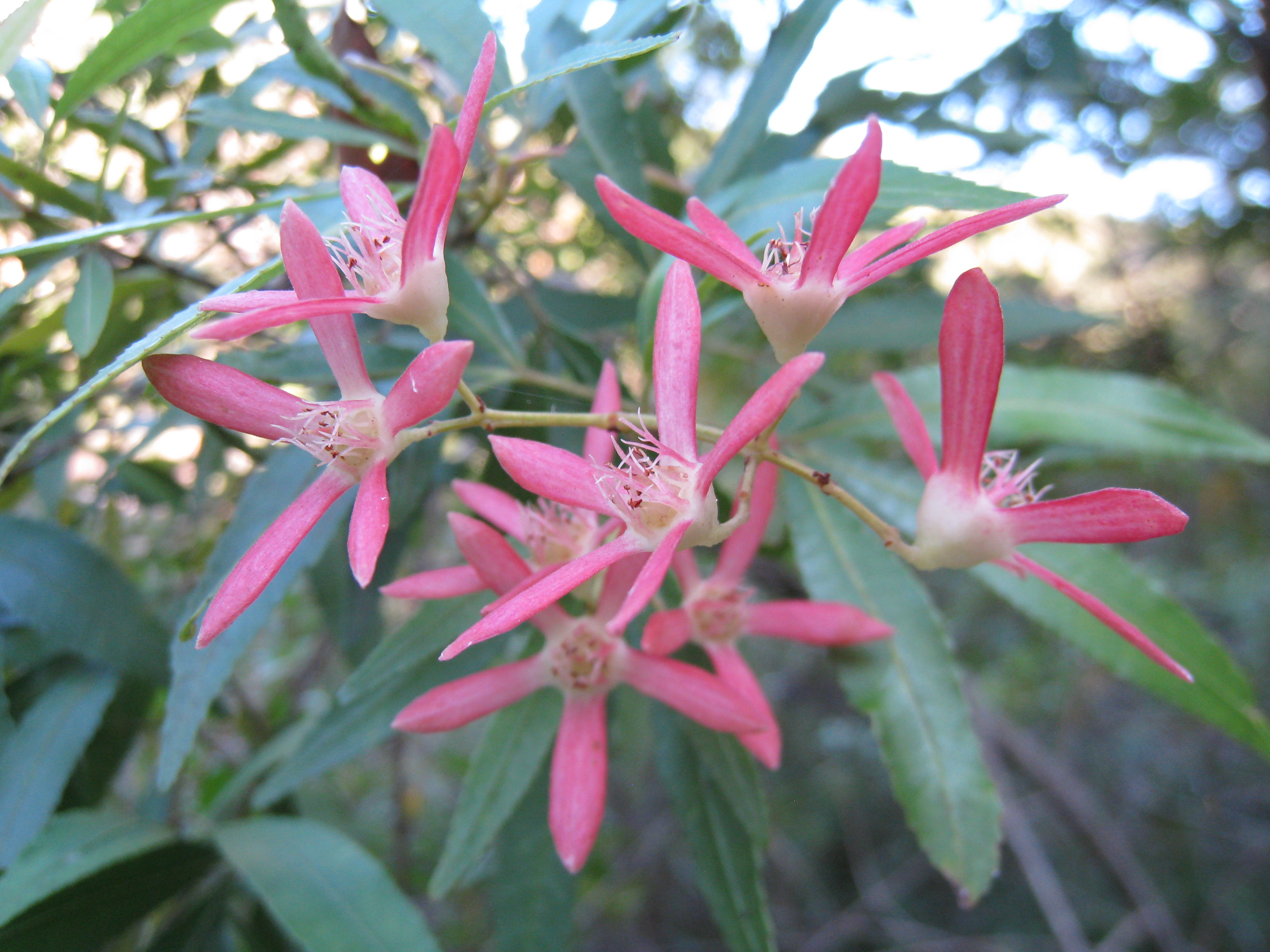
Fleurs
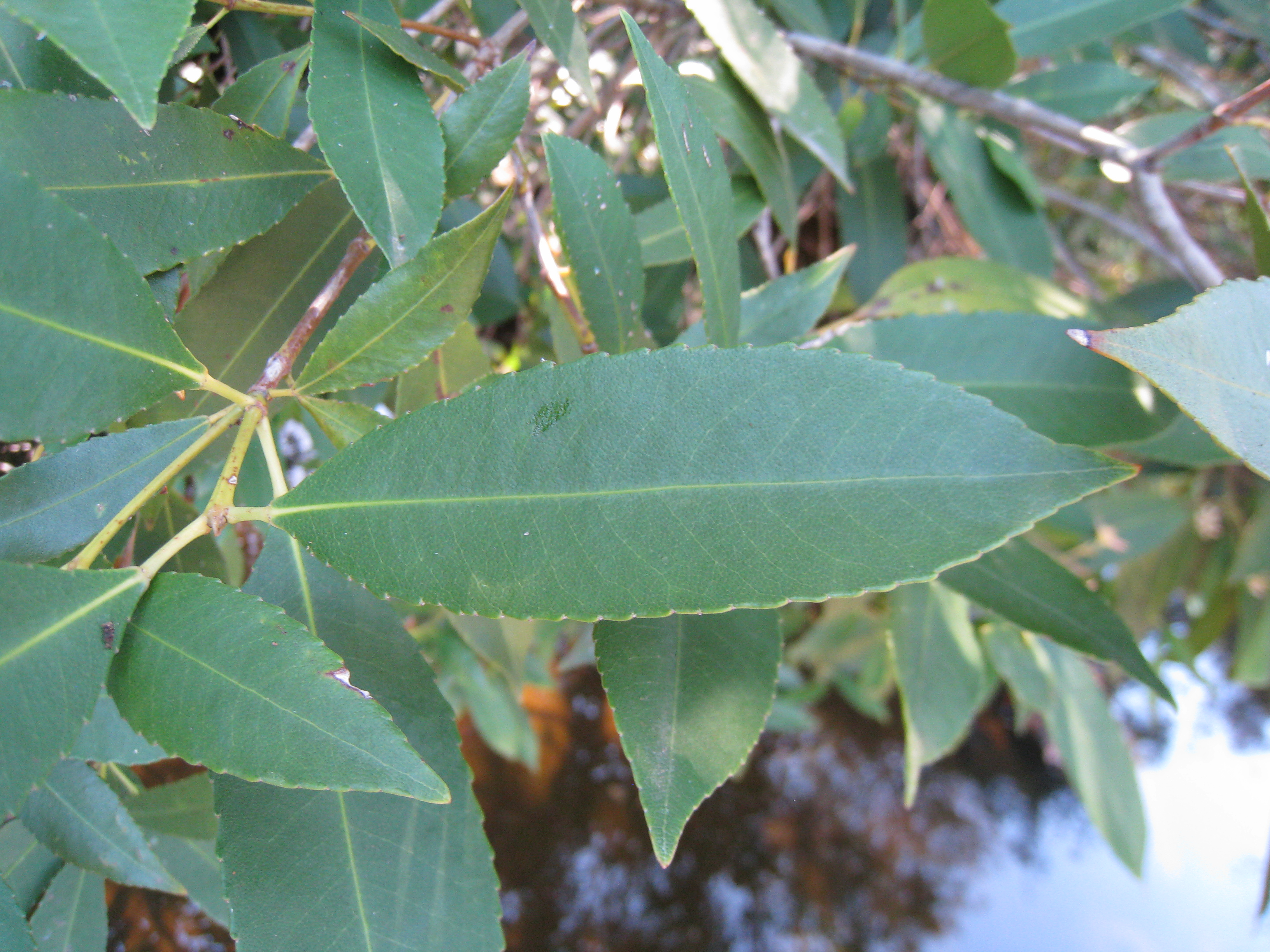
Feuille
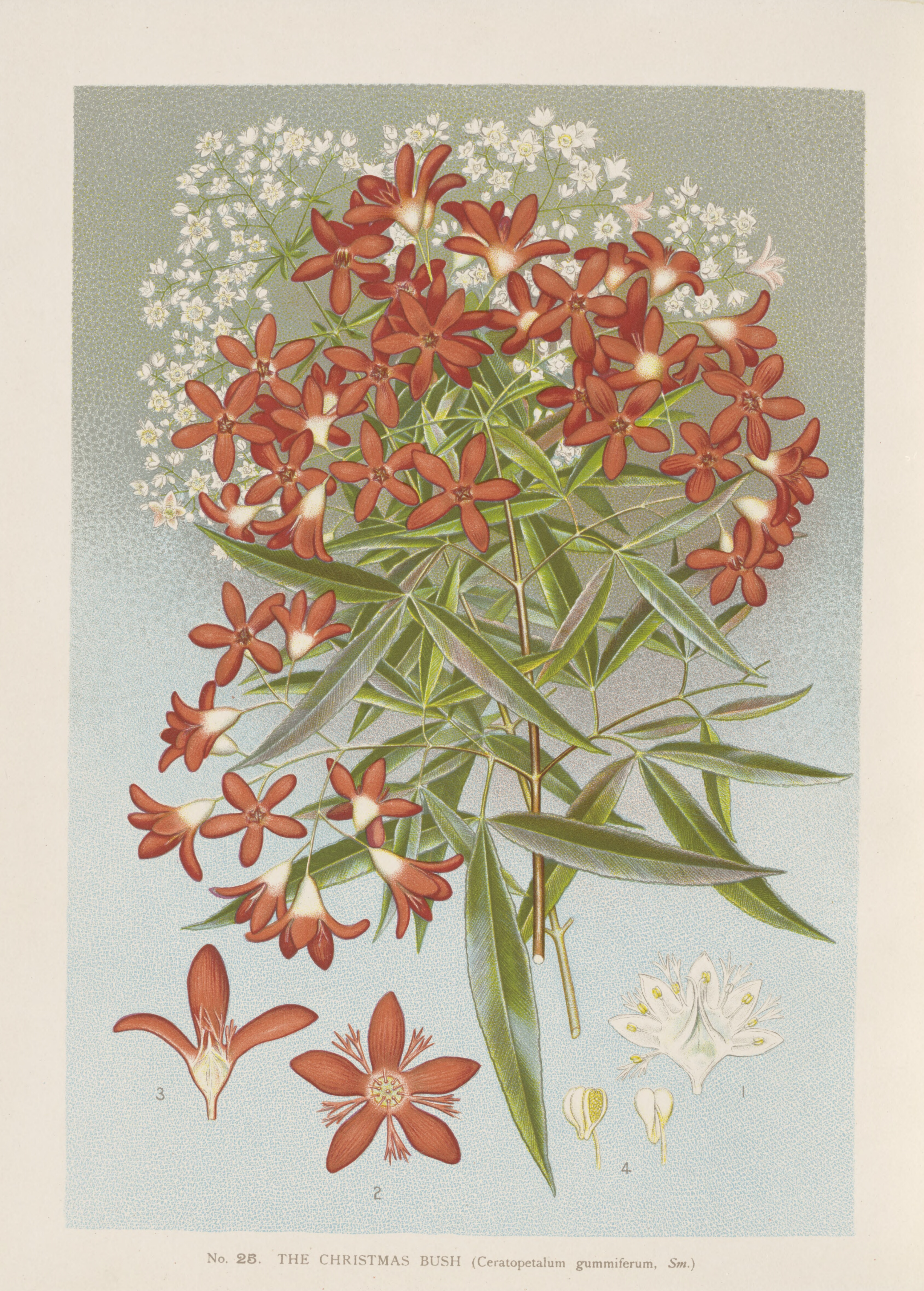
Planche botanique